# Felix Jaehn
Felix Jähn, född den 28 augusti 1994 i Hamburg, är en tysk discjockey och musikproducent. I augusti 2013 släppte han sin debutsingel "Sommer am Meer" och 2014 slog han igenom på riktigt med remixen av Omi:s låt "Cheerleader", som toppade listorna världen över. I november 2014 släppte han singeln "Shine" och i mars 2015 släppte han singeln "Dance with Me". I april 2015 släppte han en remix av Chaka Khans klassiker "Ain't Nobody", med Jasmine Thompson som sångerska. Låten gick upp på första plats i bland annat Tyskland.  I juli 2015 släppte han singeln "Eagle Eyes".